# Claudia Sheinbaum
Claudia Sheinbaum Pardo, född 24 juni 1962 i Mexico City, är en mexikansk politiker som sedan den 1 oktober 2024 är Mexikos president. Hon blev landets första kvinna och första personen med judisk härkomst som har valts till president.

## Biografi

### Bakgrund, akademisk karriär
Sheinbaum är född år 1962. Hennes mor Annie Pardo Cemo var biologiprofessor vid Mexikos nationella autonoma universitet (UNAM) och far Carlos Sheinbaum en kemiingenjör. Bägge Sheinbaums föräldrar har judiska rötter: litauiska ashkenazer från faderns sida och bulgariska sefarder från moderns sida. Trots detta har Sheinbaum beskrivit sin uppfostran som sekulär fast hon deltog religiösa festligheter hos sina mor- och farföräldrar. Hon har också berättat att föräldrarna diskuterade politik hemma.
Sedan Sheinbaum avlagt masterexamen inom energiteknologi vid UNAM flyttade hon till USA för att vid University of California, Berkeley forska på trenderna inom Mexicos energisystem i jämförelse med andra industrialiserade stater. Hon disputerade år 1994 vid sitt hemmauniversitet UNAM och började därefter undervisa på tekniska fakulteten där. Under sin akademiska karriär har Sheinbaum skrivit mer än 100 vetenskapliga artiklar och två böcker. På grund av sina akademiska meriter kallas hon för La Doctora.

### Tidig politisk karriär
Mellan 2000 och 2006 fungerade Sheinbaum som Mexico Citys miljösekreterare. År 2015 valdes Sheinbaum till borgmästare av Mexico Citys stadsdel Tlalpan. Ett av hennes centrala tema under sin mandatperiod var vatten och dess användning. Tre år senare valdes hon till borgmästare för Mexico City. Hon var den första kvinnan och judiska personen i ämbetet. Som borgmästare jobbade Sheinbaum för att förbättra huvudstadens kollektivtrafik och avfallshantering. Sheinbaum anmälde den 12 juni 2023 att hon skulle lämna sin befattning som borgmästare för att kunna delta i förvalet till presidentvalskandidat hos alliansen Juntos Hacemos Historia.

### Mexikos president
Under valet ifrågasatte den tidigare presidenten Vicente Fox Sheinbaums mexikanska medborgarskap vilket ledde till det att hon offentliggjorde sin födelseattest. Trots detta fick Sheinbaum ett rekordantal röster och vann 31 av Mexikos 32 delstater. Sheinbaum svors in den 1 oktober 2024.
Politiskt anses Sheinbaum vara Lopéz Obradors adept och hon har sagt att hon är villig att fortsätta sin företrädares program. Hon har bland annat fortsatt de korta presskonferenserna varje morgon som startades av Lopéz Obrador, fast Sheinbaums stil inte är lika folklig som hennes företrädares.
Sheinbaum gratulerade Donald Trump redan den 6 november 2024 efter hans valseger. Två dagar efter att Trump hade satt 25-procentiga tullar mot Mexiko kom de två länderna överens att senarelägga tullarnas verkställande med en månad.
För att motverka vapenrelaterat våld i Mexiko startade Sheinbaum kampanjen Sí al Desarme, Sí a la Paz (svenska: "Ja för avväpning, ja för fred") där staten köper privatpersonernas vapen och sen förstör dem.

## Privatliv
Mellan 1987 och 2016 var Sheinbaum gift med politikern och akademikern Carlos Ímaz. Paret fick ett gemensamt barn. Efter sin skilsmässa inledde Sheinbaum ett förhållande med Jesús María Tarriba som arbetade som analytiker på Mexikos centralbank. De två gifte sig år 2023.